# 灵施泰特
灵施泰特（德語：Ringstedt，發音：[ˈʁɪŋʃtɛt]）是德国下萨克森州库克斯港县曾经的一个市镇，面积26.26平方千米，2013年12月31日人口为802人。2015年1月1日，灵施泰特与另外8个市镇合并为新市镇盖斯特兰。